# 3968 Koptelov
A 3968 Koptelov (ideiglenes jelöléssel 1978 TU5) a Naprendszer kisbolygóövében található aszteroida. Ljudmila Ivanovna Csernih fedezte fel 1978. október 8-án.